# Báez (Cuba)
Báez es una localidad cubana del municipio de Placetas, en la provincia de Villa Clara.

## Geografía
La localidad está ubicada al sur de Guaracabulla.

## Historia
Hacia comienzos de la décadas de 1860 el caserío tenía contabilizadas 10 o 12 casas. Aparece descrito en el primer tomo del Diccionario geográfico, estadístico, histórico, de la isla de Cuba de Jacobo de la Pezuela de la siguiente manera:

Baez (caserio de) Es un grupo de 10 ó 12 casas de pobres materiales, bastante diseminadas, y se halla situado en la falda E. de las lomas del mismo nombre; tiene una taberna, y está en la confluencia del camino de San Atanasio de Guaracabuya, y del de Villa-Clara á Trinidad. Junto á este caserío nace un pequeño afluente del río Agabama que le surte de aguas potables. Está á una legua al S. de Guaracabuya, y á 8 al S. E. de Villa-Clara, su cabecera jurisdiccional. Es residencia del capitan pedáneo que es de 3.ª clase, cabeza y única poblacion reunida del Part.º de Baez.
(Pezuela, 1863, p. 81)